# 干扰素
干扰素（interferon，IFN）是一组具有抗病毒活性、抗肿瘤、免疫调节、维持细胞自身稳定等多种生物学活性功能的糖蛋白。干扰素最初发现的功能是可干扰多种病毒的复制，因而得名。干扰素也最早被发现的细胞因子，具有细胞信号传送作用。
干扰素是在动物细胞在受到某些病毒感染后分泌的具有“触发”免疫系统防御病毒功能的宿主特异性醣蛋白（本身并不直接与病毒作用）。细胞感染病毒后分泌的干扰素能够与周围未感染的细胞上的相关受体作用，促使这些细胞合成抗病毒蛋白防止进一步的感染，从而起到抗病毒的作用，但干擾素對已被感染的細胞沒有幫助。

## 性質
1954年，日本傳染病研究所的長野泰一、小島保彥發表了「病毒干擾素發現」的報告。1957年，英國科學家Isaacs和Lindenmann亦發現了干擾素，並將之命名為「Interferon」。所谓病毒干擾現象就是當一種病毒感染某個细胞後，該細胞能够干擾病毒感染其他細胞的效率。最初，科學家們把消滅活性的流感病毒接種於雞胚細胞内，結果發現這些細胞可以分泌一種可溶性物質來抑制和干擾流感病毒的複製，所以將這種物質命名為干擾素。
通常細胞只在受到低病毒力的病毒感染之後才能大量合成干擾素，而高病毒力的感染会使得细胞在合成干擾素之前就已致死。除了直接放入病毒，另外一個可以誘導细胞合成干擾素的因素是雙鏈RNA的存在。因为雙鏈RNA在正常的細胞中不存在，而只存在于RNA病毒或是受RNA病毒感染的細胞中。因此無論是天然還是合成的雙鏈RNA都可以作為一個病毒感染信號来誘導細胞合成干擾素，有這個手段我們就可以開始製造干擾素了。
1980年代以後，人類已經可以通過生物工程手段批量生產干擾素用於臨床治療。由於干擾素必須在局部细胞中達到較高的濃度才能誘導宿主细胞合成抗病毒蛋白，因此干擾素治療效果取决于能否将一定劑量的干擾素輸送或注射到病灶。
干擾素和鄰近且未感染的細胞結合後會形成一種由核苷酸構成的特殊分子，此分子可以活化核醣核酸水解酶L(RNAseL)，核醣核酸水解酶L能把細胞內的病毒RNA全部摧毀。同時，干擾素也可以活化蛋白激酶，把細胞內未完成的病毒蛋白質給破壞掉。
干擾素屬於醣蛋白。目前在人類身上共發現α、β、γ三種類型：α型干擾素(IFN-α)是由白细胞產生的；β型干擾素(IFN-β)是由成纖维细胞（纖維母細胞）產生的；γ型干擾素是(IFN-γ)由免疫系统中的T细胞和自然殺手細胞產生的。這三種都是有效的病毒抑制劑，並具有調節免疫的作用。
與一般抗病毒藥物不同的是干擾素是宿主特異的。同一個屬的细胞合成的干擾素只能够識别同一屬的細胞上的受體。所以，一種動物细胞合成的干擾素只能抑制該種動物免受其它病毒的感染，而並不能應用於其它動物抵抗病毒感染。

## 圖片

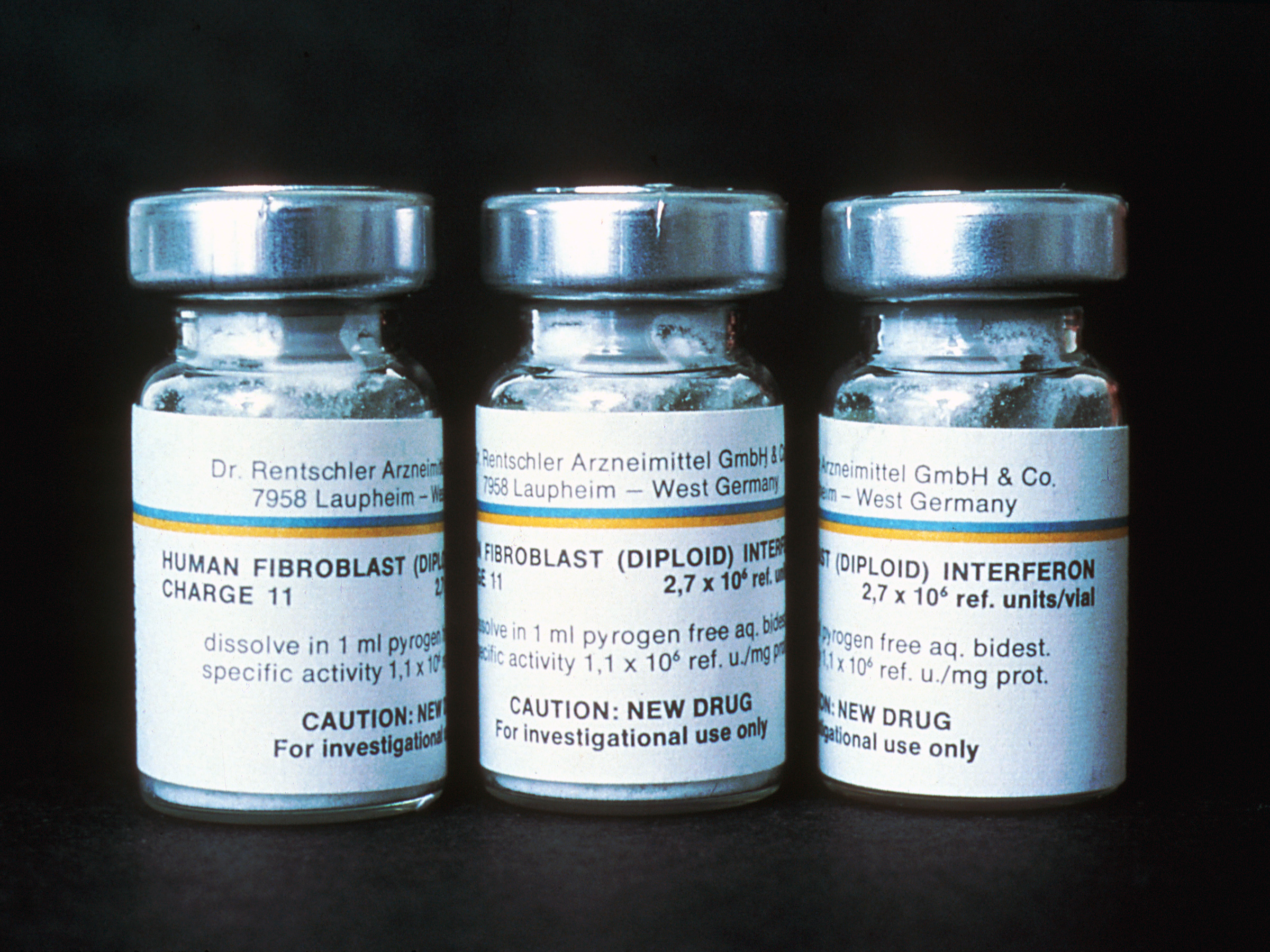
干擾素藥瓶

## 外部連結
- 维基共享资源上的相關多媒體資源：干扰素